# Orgoglio di New York
Orgoglio di New York (The Pride of New York) è un film muto del 1917 diretto da R.A. Walsh (Raoul Walsh).

## Produzione
Il film fu prodotto dalla Fox Film Corporation.

## Distribuzione
Distribuito dalla Fox Film Corporation (come A Fox Special Feature), il film uscì nelle sale cinematografiche USA il 9 dicembre 1917.